# Ваньянь Шоусюй
Ваньянь Шоусюй (кит. трад. 完顏守緒, пиньинь Wányán Shǒuxù (25 сентября 1198 — 9 февраля 1234) — девятый император чжурчжэньской империи Цзинь в 1224—1234 годах, сын восьмого императора Ваньянь Сюня. В 1214 году, будучи наследником престола, был назначен наместником Средней столицы, но бежал из города перед тем, как его осадили монголы. Считался способным правителем: провёл ряд реформ, заключил мир с империей Сун и сосредоточил все силы на сопротивлении монгольскому вторжению. Тем не менее империя Цзинь, уже ослабленная при предшественниках Шоусюя, была окончательно разгромлена. Когда монголы осадили Южную столицу, Бяньцзин, император бежал в Цайчжоу (1232). В 1234 году, когда враги осадили и этот город, Шоусюй передал власть военачальнику Ваньянь Чэнлиню и повесился.